# Gibasis pulchella
Gibasis pulchella är en himmelsblomsväxtart som först beskrevs av Carl Sigismund Kunth, och fick sitt nu gällande namn av Constantine Samuel Rafinesque. Gibasis pulchella ingår i släktet Gibasis och familjen himmelsblomsväxter. Inga underarter finns listade.